# Теншин Насукава
Теншин Насукава ( яп .那須川 天心, Насукава Теншин , нар. 18 серпня 1998) — японський боксер-професіонал , колишній професійний кікбоксер і боєць змішаних єдиноборств . Талант покоління, Насукава  вважається одним із найвидатніших кікбоксерів у сучасній історії цього виду спорту. Насукава став відомим після перемоги нокаутом над колишнім чемпіоном світу з боксу IBF Амнатом Руенроенгом у 2017 році.